# إيان بوجي
إيان بوجي (بالإنجليزية: Ian Bogie)‏ هو مدرب كرة قدم ولاعب كرة قدم بريطاني في مركز الوسط، ولد في 6 ديسمبر 1967 في نيوكاسل أبون تاين في المملكة المتحدة. لعب مع بريستون نورث إيند وبورت فايل وكيدرمينستر هاريرز ونادي غيتزهد ونادي ليتون أورينت ونادي ميلوول ونيوكاسل يونايتد.

## وصلات خارجية
- إيان بوجي على موقع قاعدة بيانات كرة القدم.إي يو (الإنجليزية)
- إيان بوجي على موقع Soccerbase.com (لاعب) (الإنجليزية)